# Mimi Pinson
Pour plus de détails, voir Fiche technique et Distribution.
Mimi Pinson est un film français réalisé par Robert Darène en 1957 et sorti l'année d'après. Son scénario est inspiré d'un poème et d'une opérette mettant en scène le personnage éponyme.

## Création et reprise du personnage

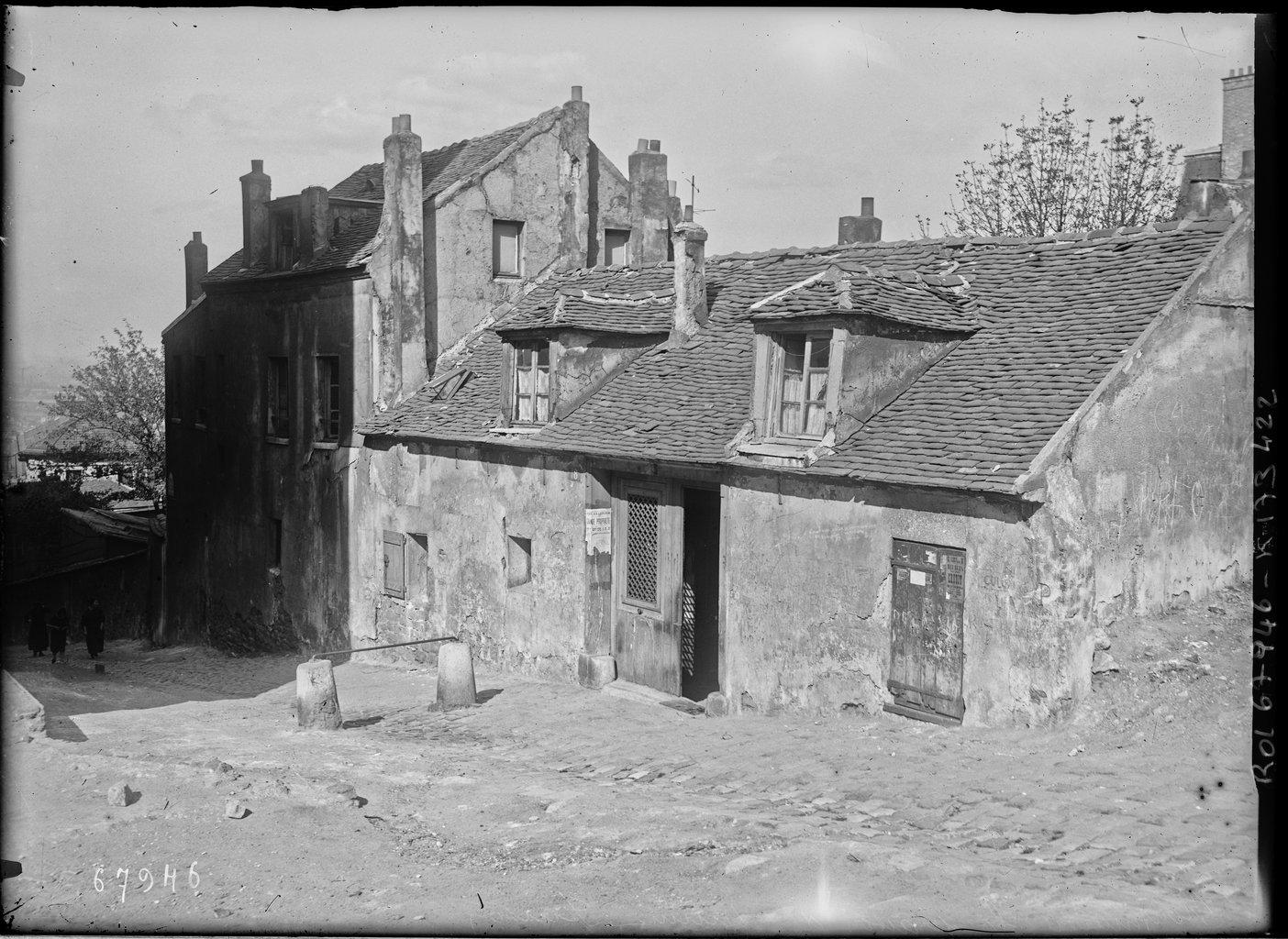
Maison réputée être celle de Mimi Pinson, 18 rue du Mont-Cenis à Paris (1921).

À l'origine, Mademoiselle Mimi Pinson : profil de grisette est un récit d'Alfred de Musset, paru dans Le Diable à Paris. Il a ensuite inspiré plusieurs œuvres, dont La Cocarde de Mimi-Pinson, une opérette en 3 actes (1915) avec un livret de Maurice Ordonneau et Francis Gally, et une musique d'Henri Goublier.
Le nom Mimi Pinson est cité ensuite dans le film La Belle Équipe (1936), de Julien Duvivier : Jeannot (Jean Gabin) propose à ses quatre copains de créer une guinguette en leur disant : « Non mon pote, moi j'sais c'qu'on va faire... On va faire une guinguette. Un coin pour les amoureux, les sportifs et les pêcheurs à la ligne. Le paradis de Mimi Pinson et l'eldorado des chevaliers de la Gaule. L'été on refusera du monde, y'aura d'la musique, d'la gaieté et d'l'amour. Et ben pis l'hiver, on s'ra chez nous, peinards comme des rentiers ! On va construire une guinguette, et pis on va la construire nous-mêmes ! »

## Résumé
La jeune et jolie Mimi Pinson est logée dans une mansarde à Paris. Menacée d'être expulsée car sans le sou, elle s'entretient avec l'homme chargé de son dossier, Frédéric. Ce dernier tombe sous le charme de la jeune Mimi, qui en tombe également progressivement amoureuse. Après avoir été élue « Reine des midinettes », elle reçoit Frédéric chez elle et lui précise « cette robe c'est Patricia qui me l'a offerte »[pertinence contestée]. Après une déception amoureuse avec Frédéric et à court d'argent malgré son travail dans une fabrique de chapeaux, Mimi Pinson s'adresse au Crédit Municipal afin d'obtenir de l'aide. Puis elle coiffe Sainte Catherine et, désespérée, tente ensuite de se suicider. Mais tout finit par s'arranger.

## Fiche technique
- Réalisation : Robert Darène
- Scénario : Marie-José Darène (d'après Alfred de Musset)
- Adaptation et dialogues : Maurice Aubergé
- Photographie : Marcel Weiss
- Musique : Michel Elmer et Francis Lemarque
- Générique : Dessiné par Peynet.
- Production : Raymond Horvilleur
- Pays de production :  France
- Année de tournage : 1957
- Genre : Comédie
- Durée : 95 minutes
- Date de sortie : 
  - France : 23 juillet 1958[1]

## Distribution
- Dany Robin : Mimi Pinson
- Raymond Pellegrin : Frédéric de Montazel
- Micheline Dax : Madame Louise
- Patrick Dewaere (Patrick Maurin) : le jeune frère de Mimi
- Denise Grey : la mère
- Robert Hirsch : Jean-Lou
- André Luguet : Stevenson
- Marc Doelnitz : Valentin
- Frédéric O'Brady : Keratopoulos
- Jacqueline Cadet : Tounette
- Mireille Granelli : Patricia
- Gina Manès : vieille dame
- Pierre Doris : présentateur
- Paul Faivre : le gardien
- Roger Dumas : Pierrot
- Henri Virlojeux

## Autour du film
Le générique du début et une des affiches du film sont dessinés par Peynet. Un manège miniature chez Mimi Pinson, visible plusieurs fois dans le film, fait tourner des poupées créées par Peynet.

## Postérité
Le personnage de Mimi Pinson réapparait dans plusieurs chansons postérieures à ce film :
- de manière détournée par Léo Ferré dans la chanson Java partout (1958)
- de manière directe par Georges Brassens dans les chansons Supplique pour être enterré à la plage de Sète (1966) et Honte à qui peut chanter.
- par Michel Jonasz dans la chanson Lucille (dans l'album Tristesse, 1983)
- par Damien Saez dans ses chansons Je Suis (2016) et Mon Européenne (2017), issues de son projet Le Manifeste.